# Cane Ashby
Cane Ashby este un personaj fictiv din serialul american „Tânăr și neliniștit” de pe rețeaua CBS, interpretat de actorul Billy Flynn. Creat de scenariștii principali Lynn Marie Latham și Scott Hamner, Cane a fost introdus în ianuarie 2007, interpretat de actorul Daniel Goddard. Latham l-a creat pe Cane ca fiul lui Phillip Chancellor II și al lui Jill Abbott (Jess Walton); trecutul personajului a fost rescris de succesoarea lui Latham, Maria Arena Bell, în 2009, restabilindu-l ca fiul lui Colin și Genevieve Atkinson (Tristan Rogers și Genie Francis).
La scurt timp după debutul său, a devenit un personaj principal, o decizie lăudată de telespectatori și de critici deopotrivă. Personajul a avut relații cu Amber Moore (Adrienne Frantz), Chloe Mitchell (Elizabeth Hendrickson) și, în special, cu Lily Winters (Christel Khalil), o poveste de dragoste care a atras aprecierea fanilor. În 2009, Cane și Lily s-au căsătorit, ulterior cei doi având doi copii, Charlie și Mattie Ashby.
Goddard a fost concediat în 2011; în urma unei campanii a telespectatorilor pentru reangajarea sa, Goddard a revenit în rol în același an. În 2019, a părăsit rolul.
În 2025, personajul a fost reintrodus de Josh Griffith sub pseudonimul Aristotle Dumas, iar rolul a fost preluat de actorul Billy Flynn. La începutul anului 2025, scenaristul Josh Griffith a început să prezinte povestea misterioasă a lui Aristotle Dumas, care este menționat pentru prima dată când Victor Newman (Eric Braeden) investighează noua avere a lui Damian Kane (Jermaine Rivers) și descoperă că a fost dobândită de la Aristotle; cu aceste informații, Victor îi spune lui Lily că Aristotle este cel interesat de Hamilton Winters Group. Confruntat, Damian a dezvăluit că a pretins că este proprietarul companiilor la cererea lui Aristotle, cu care comunica doar prin e-mail sau SMS. Billy (Jason Thompson) începe să interacționeze cu Aristotle, care își exprimă interesul pentru Abbott Communications. În luna mai a aceluiași an, Amanda Sinclair (Mishael Morgan) s-a întors în Genoa City, dezvăluind că lucrează pentru misteriosul Aristotle. Personajul a fost inspirat de Jay Gatsby din romanul lui F. Scott Fitzgerald din 1925, Marele Gatsby. După dezvăluirea din 20 iunie că Aristotle Dumas este de fapt Cane, Flynn a vorbit cu TV Insider despre distribuirea sa. El a dezvăluit că cea mai dificilă parte a fost „ideea că îl joc pe Aristotle Dumas, acest om de afaceri rafinat pe care l-a creat Cane”. El a explicat în continuare comparația sa anterioară cu Marele Gatsby, declarând: „Cane l-a creat pe Aristotle Dumas așa cum James Gatz l-a creat pe Gatsby. Lily este Daisy. El a creat această lume pentru a-i demonstra că este suficient de bun pentru ea, iar aceasta este o poveste frumoasă pentru mine.”
Despre distribuția sa, Flynn a numit-o un „vis devenit realitate” și a menționat: „Îi cunosc pe toți acești actori, îi urmăresc și îi admir ani de zile.”